# هنک فن اسپاندونک
هنک فن اسپاندونک (هلندی: Henk van Spaandonck; ۲۵ ژوئن ۱۹۱۳ – ۳۱ ژوئیهٔ ۱۹۸۲) بازیکن فوتبال اهل هلند بود.
وی همچنین در تیم ملی فوتبال هلند بازی کرده‌است.